# 林荣曜
林荣曜，中华人民共和国政治人物。
担任财经贸易系统劳模。中区私营谦豫酱园工。1954年，当选第一届全国人民代表大会代表。